# Dino Maiuri
Dino Maiuri (eigentlich Arduino Maiuri, * 8. Dezember 1916 in Frosinone; † 13. September 1984 in Ceprano) war ein italienischer Drehbuchautor und Filmregisseur.

## Leben
Maiuri war Journalist und leitete diverse Zeitungen und Periodika; 1949 und 1950 schrieb er einige interessante Drehbücher für italienische Filme. Nach seiner Hochzeit mit Schauspielerin Irasema Dilián folgte er dieser nach Mexiko, wo er zahlreiche Filme, meist für sie, schrieb und 1957 bei La estrella del rey auch einmalig Regie führte. Nach seiner Rückkehr nach Italien 1966 folgte ein zweiter, auch selbst produzierter, Kinofilm in Ko-Regie mit Henry Levin und weitere Drehbücher, darunter interessante Genreproduktionen – oft Kriminalfilme – wie Gefahr: Diabolik!, Der blauäugige Bandit oder Das Verfahren ist eingestellt: Vergessen Sie's. Für Carlo Lizzanis Die Banditen von Mailand wurde Maiuri 1969 mit ein David di Donatello ausgezeichnet.

## Filmografie (Auswahl)

### Regie
- 1957: La estrella del rey
- 1966: Unser Mann in Rio (Se tutte le donne del mondo) (Ko-Regie und Drehbuch)

### Drehbuch
- 1949: Botta e risposta
- 1953: Abgründe der Leidenschaft (Cumbres borrascosas)
- 1968: Die Banditen von Mailand (Banditi a Milano)
- 1968: Gefahr: Diabolik! (Diabolik)
- 1969: Der blauäugige Bandit (Barbagia (La società del malessere))
- 1970: Laßt uns töten, Companeros (Vamos a matar, compañeros)
- 1971: Zwei wilde Companeros (Viva la muerte… tua!)
- 1973: Auf verlorenem Posten (La polizia è al servizio del cittadino?)
- 1973: Die perfekte Erpressung (Revolver)
- 1973: Wilde Pferde (Valdez il mezzosangue)
- 1974: Ein Mann schlägt zurück (Il cittadino si ribella)
- 1975: Bluff (Il grande bluff)
- 1975: Der Gorilla begleicht die Rechnung (Vai gorilla)
- 1976: Racket (Il grande racket)
- 1978: Der Aufstieg des Paten (Corleone)
- 1980: Die tödliche Warnung (L'avvertimento)